# 昭和62年台風第12号
昭和62年台風第12号（しょうわ62ねんたいふうだい12ごう、国際名：ダイナ/Dinah）は、1987年（昭和62年）8月に発生し、日本に接近した台風である。

## 概要

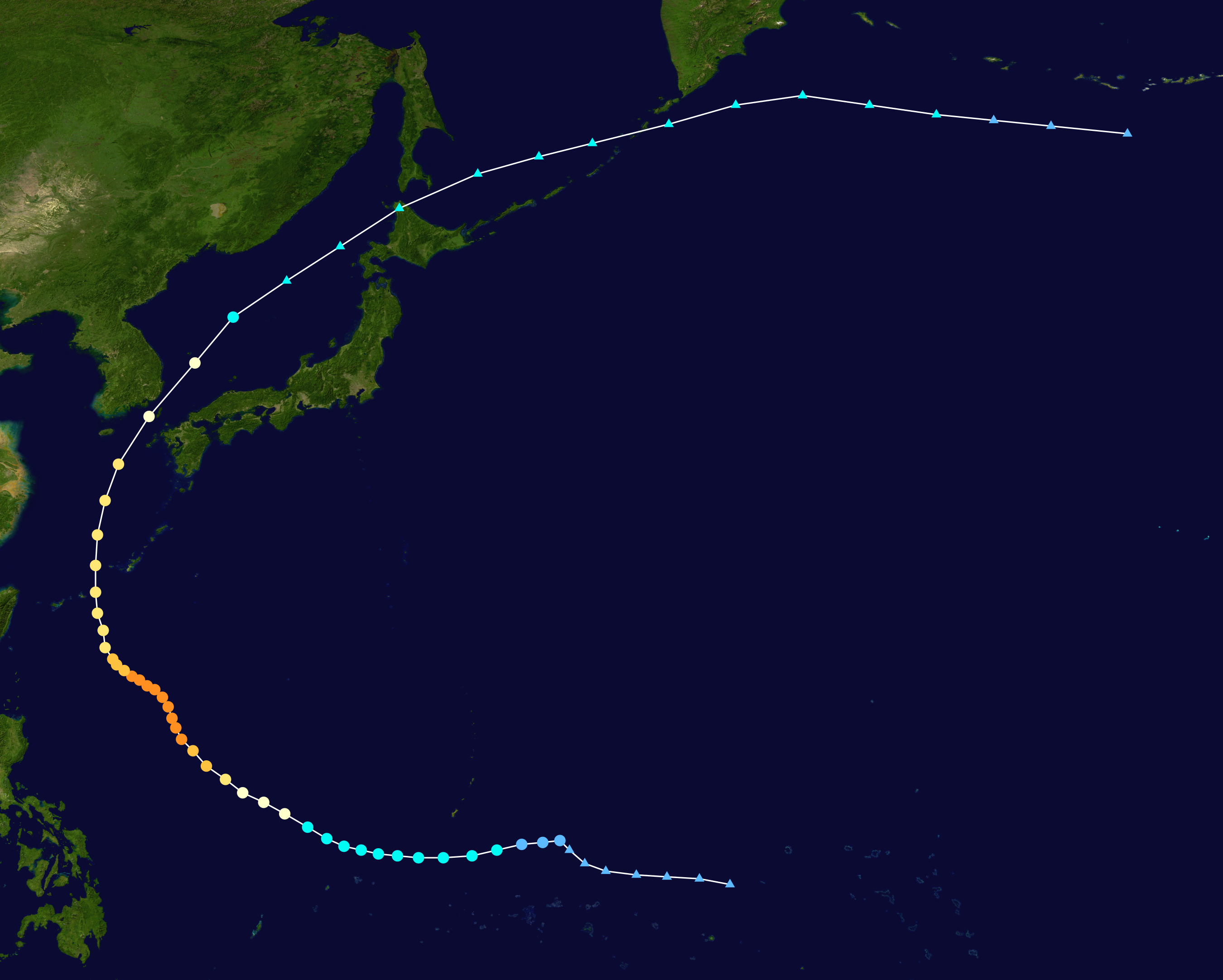
進路図

8月22日9時、グアム島のはるか南海上（北緯11度00分､東経145度40分）で台風12号が発生した｡ 23日までは毎時20km前後で西進していたが、24日になると進路を西北西に変え、25日3時には中心気圧960hPa、中心付近の最大風速40m/sとなり、中型で並の勢力となった｡その後はやや速度を落として北西進しながらさらに発達し、26日21時には中心気圧915hPa､中心付近の最大風速50m/sと、大型で非常に強い台風にまで成長した。27日21時からはゆっくり北西進を続けたが、29日3時からは毎時15kmとなり、やや速度を速めて北北西に進んだ。29日21時には、宮古島の東約80kmの海上を北上して、東シナ海に入った。その後も大型で非常に強い勢力を維持しながら東シナ海を北に進み、30日9時には奄美大島の西海上約350kmを北上し、30日15時過ぎには北緯30度を超えた。台風は北緯30度を通過後、毎時35kmと加速しながら北北東へ進み、31日0時には長崎県福江市の西およそ90kmの海上を通り、31日4時頃には対馬のごく近くの西海上を北東進した。その後､日本海を北東に進み、31日21時に秋田県沖に達して温帯低気圧に変わった。9月1日には北海道宗谷地方を通過し、日本列島から遠ざかった。
九州地方はこの台風の危険半円に入ったため、福岡市で観測史上1位となる最大瞬間風速49.3m/sが観測されるなど、九州北部沿岸で記録的な暴風が吹き荒れた。危険半円に入った九州地方や中国地方では、暴風による記録が各地で観測されており、4年後の平成3年台風第19号をも上回る風速も観測されている。なお、現在までに北海道宗谷地方を通過した台風は、この台風のみである。

## 被害
- 死者8人
- 負傷者189人
- 九州を中心に暴風による被害が多かった。
  - 福江島においては、井持浦天主堂・旧立谷教会の建物が暴風で倒壊した。

## 記録
- 最大瞬間風速:52.2m/s（長崎県対馬市厳原）
- 最大瞬間風速:49.3m/s（福岡市）-観測史上最大
- 最大瞬間風速:46.1m/s（島根県隠岐の島町西郷）
- 最大瞬間風速:42.2m/s（下関市）
- 最大瞬間風速:43.3m/s（佐賀市）